# Fredrik Kristian av Holstein-Augustenburg
Fredrik Kristian, född 1721, död 1794, var en dansk general och godsägare, hertig av Holstein-Augustenburg 1754–1794. 
Son till Kristian August av Augustenburg och Frederikke Louise Danneskiold-Samsøe (1699–1744). Gift 26 maj 1762 med Charlotta Amalia av Holstein-Plön, född 23 april 1744, död 11 oktober 1770.
Barn:
1. Fredrik Kristian II av Holstein-Augustenburg, gift med Lovisa Augusta av Danmark.
2. Fredrik Karl Emil, 1767–1841.
3. Kristian August av Holstein-Augustenborg, utsedd svensk tronföljare under namnet Karl August. Död på Kvidinge hed 1810 vilket utmynnade i Fersenska mordet.